# Magnus Erlendsson
Magnus Erlendsson, Magnus, jarl de les Òrcades o Magnus I (Noruega, ca. 1075 - Egilsay, Òrcades, 16 d'abril de 1115) va ser el primer jarl de les Òrcades entre 1108 i 1115. És venerat com a sant per l'Església catòlica, essent l'únic sant noruec que ha tingut un procés de canonització formal.

## Biografia
Els avis de Magnus van ésser Thorfinn Sigurdsson, senyor de les Òrcades, i Ingibiorg Finnsdottir, que van ésser pares d'Erlend i Pau, bessons. Per part materna, la família estava emparentada amb els reis Olaf II i Harald II de Noruega. Nascut el 1075, Magnus fou fill d'Erlend Thorfinnsson, senyor de les Òrcades, i va servir el rei Magnus III de Noruega com a skutilsvein (càrrec similar al de camarlenc). Aquest va prendre possessió de les Òrcades en 1098 i va deposar Erlend i el seu germà Pau. El germà de Pau, Haakon Paulsson, fou després regent del príncep Sigurd de Noruega, que en recompensa el nomenà comte de les Òrcades en 1105.

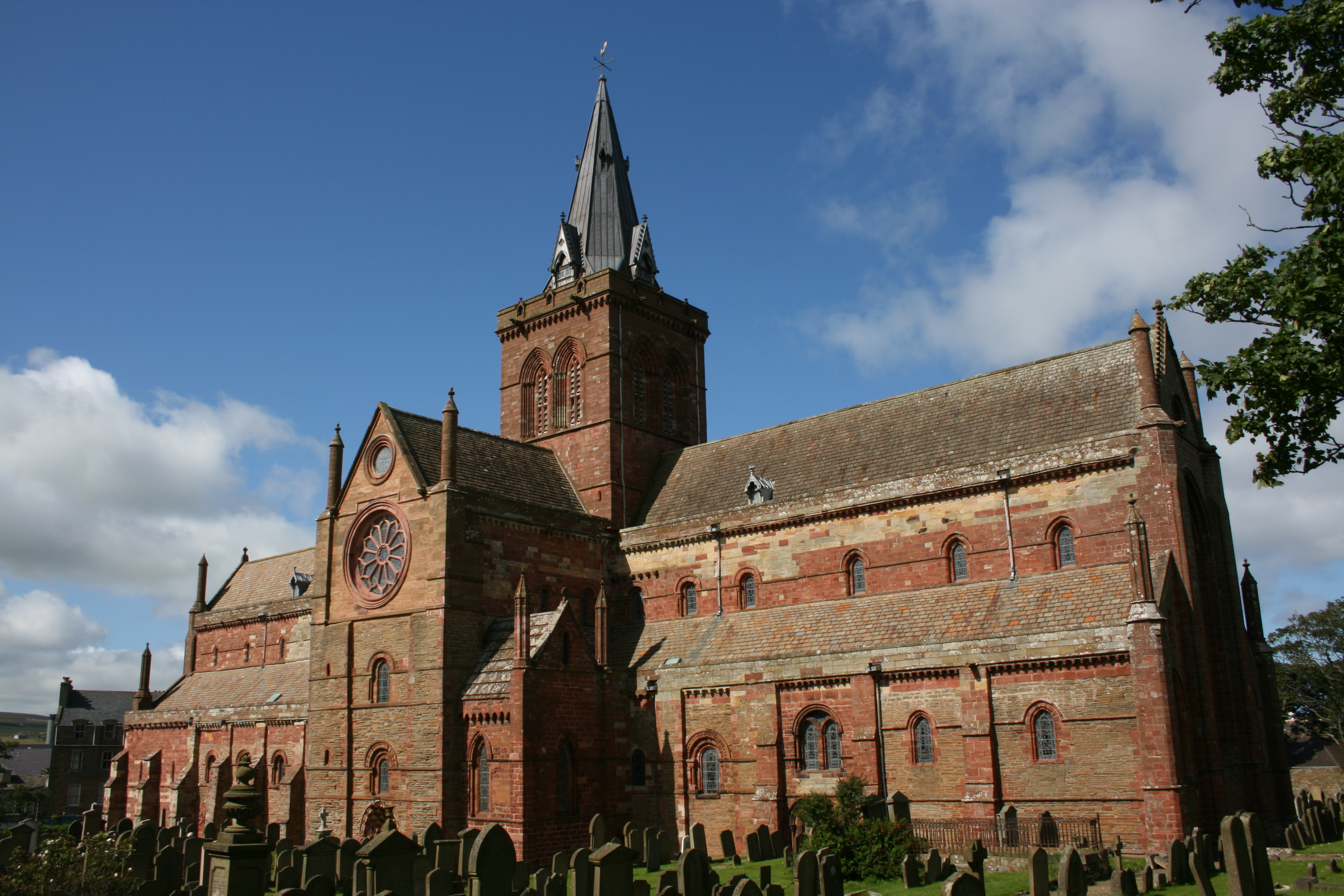
Catedral de Sant Magnus, a Kirkwall.

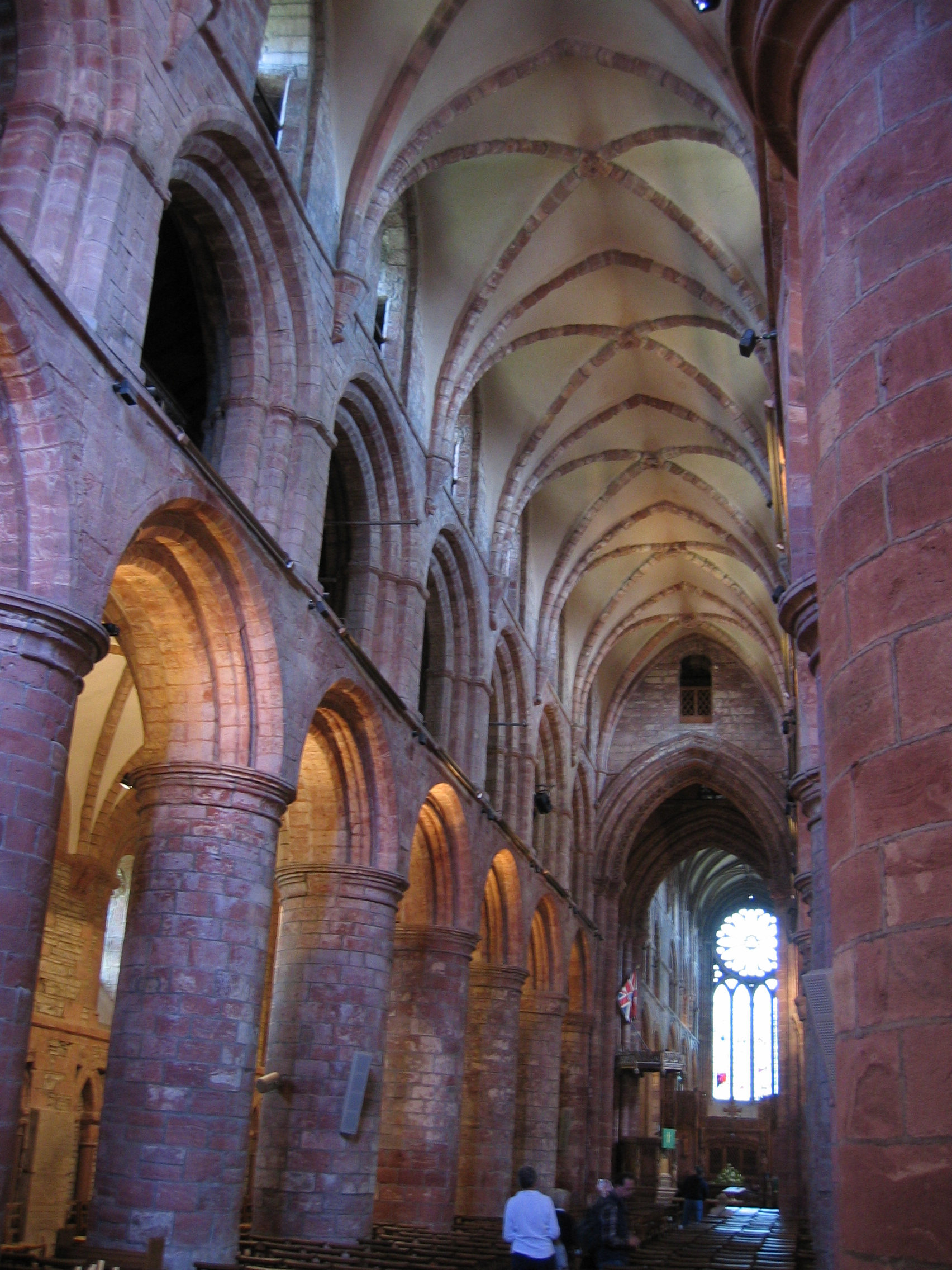
Interior de la catedral de Kirkwall.

Mentrestant, Magnus havia guanyat fama per la seva pietat i gentilesa; les seves conviccions religioses el van portar a defugir d'entrar en combat contra els vikings a Anglesey (Gal·les) i preferir restar al vaixell cantant salms. Va haver de marxar de Noruega i va refugiar-se a Escòcia, però tornà a les Òrcades el 1105 i va disputar amb el seu cosí Haakon pels drets a la senyoria de les illes. En no arribar a un acord, va demanar ajut al rei Eystein II de Noruega, que li assegurà el comtat de les Òrcades; des de llavors i fins al 1114, governà a les illes conjuntament amb Haakon.
Els partidaris de cadascú, però, es van trobar al thing (l'assemblea o parlament) de les illes, preparats per lluitar. Es va negociar la pau i els comtes van acordar de trobar-se a l'illa d'Egilsay, anant-hi cadascú amb dos vaixells; Haakon, però, va anar-hi amb vuit. Magnus, en veure les males intencions del cosí, va refugiar-se a l'església, però va ésser capturat l'endemà, divendres sant. Se li oferí la possibilitat de marxar a l'exili o ésser empresonat, però l'assemblea va jutjar que era millor que morís. Ofeigr, el portaestendard de Haakon, no va voler executar-lo i Haakon va fer matar-lo al seu cuiner, amb una destral.
Enterrat al mateix lloc on va ésser mort, tot i que era una roca, hi va créixer un prat verd. La mare de Magnus va obtenir permís per sebollir-lo en una església i va ésser traslladat a la Christchurch de Birsay, a l'illa de Mainland.

## Veneració
La fama de santedat de Magnus es va estendre, i la seva mort va ésser considerada un martiri per la fe, tot i que havia respost a motivacions polítiques; de mica en mica, l'església de Birsay esdevingué lloc de pelegrinatge dels habitants de l'arxipèlag, com també dels de les illes Shetland i Escòcia. Es van començar a atribuir miracles i prodigis al sant.
Mentre Haakon vivia, la veneració es feia en la clandestinitat, i el bisbe Guillem la qualificava d'"acte supersticiós". Finalment, l'Església local acceptà el culte i permeté la translació de les relíquies a l'església de Sant Olaf a Kirkwall, en 1135. Un nebot del màrtir, Ragnvald Kalle Kollson, va fer construir a Kirkwall un gran temple on instal·lar les relíquies, que esdevindrà la Catedral de Sant Magnus. El procés de canonització no va acabar fins a l'11 de juliol de 1898, quan Lleó XIII el proclamà sant.
La seva història és narrada en dues sagues, la Magnus' saga i la Legenda de sancto Magno. A més, la seva història conforma l'argument de la novel·la Magnus de George Mackay Brown (1973) i de St Magnus, Earl of Orkney de John Mooney. El 1977 Peter Maxwell Davies estrenà una òpera en un acte, The martyrdom of St Magnus, basada en la novel·la de Brown.